# Józef Zbigniew Białek
Józef Zbigniew Białek (* 21. Mai 1930 in Zbyszyce; † 27. Oktober 2018 in Krakau) war ein polnischer Literaturhistoriker und -kritiker. In seinen wissenschaftlichen Arbeiten beschäftigte er sich insbesondere mit der polnischen Literatur der Zwischenkriegszeit sowie der Kinder- und Jugendliteratur.

## Leben
Nach dem Zweiten Weltkrieg zog Białek nach Nowy Sącz und besuchte dort das Gymnasium. Nach dem Abitur studierte er von 1950 bis 1953 Polonistik an der Pädagogischen Hochschule Krakau. Anschließend studierte er an der Jagiellonen-Universität und erwarb dort 1955 den Magister. Als Literaturhistoriker debütierte er 1955 mit dem Artikel Kult Mickiewicza w szkołach Galicji, der in der Zeitschrift Głos Nauczycielski erschien. Mit der Arbeit Działalność krytycznoliteracka Ludwika Frydego na tle dyskusji o literaturze i krytyce w latach 1929–1939 (Doktorvater: Kazimierz Wyka) promovierte er 1962. Mit dem Buch Poglądy krytycznoliterackie Karola Wiktora Zawodzińskiego habilitierte er 1968 an der Jagiellonen-Universität und dozierte danach an der Pädagogischen Hochschule Krakau. Dort war er von 1969 bis 1972 Prodekan der Philologisch-Historischen Fakultät und von 1972 bis 1981 Dekan der Humanistischen Fakultät. 1978 wurde er zum außerordentlichen Professor ernannt und leitete von 1978 bis 1987 sowie von 1990 bis 1974 das Institut für Polnische Philologie sowie den Fachbereich für Polnische Literatur. Für den Polski Słownik Biograficzny, Nowy słownik literatury dla dzieci i młodzieży sowie Mały słownik pisarzy polskich verfasste er einige Artikel. Daneben war er von 1978 bis 1980 Mitglied des Redaktionskomitees des Jahrbuchs Rocznika Komisji Historyczno-Literackiej PAN. Das Jahrbuch Rocznika Naukowo-Dydaktycznego Prace Historyczno-Literackie redigierte er von 1986 bis 1992. Zum Professor wurde er 1994 ernannt und emeritierte 2000.

## Schriften
- Ludwik Fryde jako krytyk literacki (= Polska Akademia Nauk. Oddział w Krakowie. Prace Komisji Historycznoliterackiej. 2, ISSN 0554-579X). Państwowe wydawnictwo naukowe, Warschau u. a. 1962.
- Poglądy krytycznoliterackie Karola Wiktora Zawodzińskiego (= Polska Akademia Nauk. Oddział w Krakowie. Prace Komisji Historycznoliterackiej. 21). Zakład Narodowy imienia Ossolińskich – Wydawnictwo Polskiej Akademii Nauk, Breslau u. a. 1969.
- Literatura dla dzieci i młodzieży w latach 1918–1939. Zarys monograficzny. Materiały. Wydawnicta Szkolne i Pedagogiczne, Warschau 1979, ISBN 83-02-00988-1.
- Przymierze z dzieckiem. Studia i szkice o literaturze dla dzieci. Wydawnictwo BUS, Krakau 1994, ISBN 83856580706.